# Zopfiella marina
Zopfiella marina är en svampart som beskrevs av Furuya & Udagawa 1975. Zopfiella marina ingår i släktet Zopfiella och familjen Lasiosphaeriaceae.   Inga underarter finns listade i Catalogue of Life.